# ヤンドロ・キンタナ
ヤンドロ・キンタナ (Yandro Miguel Quintana Rivalta、1980年1月30日-)は、キューバのレスリング選手。2004年アテネオリンピックレスリングフリースタイル60kg級の金メダリストである。

## 実績
- オリンピック
  - 2004年アテネオリンピック　金メダル
- 世界選手権
  - 2位　2003、2005年